# La foresta in fiore
La foresta in fiore è una raccolta di cinque racconti scritti da Yukio Mishima.
Si tratta di composizioni giovanili scritti fra i sedici e i diciotto anni (1941-1943), durante la Seconda Guerra Mondiale, il primo dei quali pubblicato su rivista nell'estate 1941, quando l'autore frequentava ancora le scuole superiori.
Alcune delle tematiche affrontate sono la tradizione, gli antenati, il mondo degli dei, unite ad una analisi introspettiva.

## Edizioni italiane
- Foresta in fiore, traduzione di Emanuele Ciccarella, Collana I Narratori, Milano, Feltrinelli, settembre 1991, ISBN 978-88-070-1421-5. - Collana UEF n.1324, Feltrinelli, 1995, ISBN 978-88-078-1324-5.